# Романув (Нижньосілезьке воєводство)
Романув (пол. Romanów) — село в Польщі, у гміні Пшеворно Стшелінського повіту Нижньосілезького воєводства.
Населення — 135 осіб (2011).
У 1975-1998 роках село належало до Валбжиського воєводства.

## Демографія
Демографічна структура станом на 31 березня 2011 року:
|          | Загалом | Допрацездатний вік | Працездатний вік | Постпрацездатний вік |
| -------- | ------- | ------------------ | ---------------- | -------------------- |
| Чоловіки | 69      | 17                 | 46               | 6                    |
| Жінки    | 66      | 11                 | 39               | 16                   |
| Разом    | 135     | 28                 | 85               | 22                   |